# Fort Myers Beach
Fort Myers Beach es un pueblo ubicado en el condado de Lee en el estado estadounidense de Florida. En el Censo de 2010 tenía una población de 6.277 habitantes y una densidad poblacional de 391,78 personas por km².

## Geografía
Fort Myers Beach se encuentra ubicado en las coordenadas 26°25′57″N 81°55′0″O / 26.43250, -81.91667. Según la Oficina del Censo de los Estados Unidos, Fort Myers Beach tiene una superficie total de 16.02 km², de la cual 7.18 km² corresponden a tierra firme y (55.16%) 8.84 km² es agua.

## Demografía
Según el censo de 2010, había 6.277 personas residiendo en Fort Myers Beach. La densidad de población era de 391,78 hab./km². De los 6.277 habitantes, Fort Myers Beach estaba compuesto por el 97.74% blancos, el 0.29% eran afroamericanos, el 0.18% eran amerindios, el 0.57% eran asiáticos, el 0.02% eran isleños del Pacífico, el 0.48% eran de otras razas y el 0.73% pertenecían a dos o más razas. Del total de la población el 2.79% eran hispanos o latinos de cualquier raza.